# Mangrullo-formatie
De Mangrullo-formatie is een geologische formatie in Uruguay die uit het tijdvak Artinskien van het Perm dateert en ongeveer 279 miljoen jaar oud is. Deze formatie ligt in het Paraná-bekken. 
De Mangrullo-formatie is afgezet in een periode dat het zuidoosten van Zuid-Amerika aan de rand van een grote binnenzee lag die geen of een beperkte verbinding had met de Panthalassa-oceaan en die zich uitgestrekte van het zuiden van Zuid-Afrika tot het noorden van Namibië en westwaarts tot Brazilië en Uruguay. De zee omvatte waarschijnlijk zoetwater- of brakke omstandigheden. De Mangrullo-formatie geeft een beeld van het leven in de kustgebieden van deze binnenzee met fossielen van planten, ongewervelden, beenvissen zoals coelacanten en mesosauriërs. Fossielen uit bepaalde delen van de Mangrullo-formatie zijn van zeer goede kwaliteit met schedels, gedeeltelijke skeletten, resten van embryo's en jongen en zelfs afdrukken van bloedvaten en zenuwen.